# Gorliz
Gorliz är en kommun i Spanien. Den ligger i Biscayaprovinsen i den autonoma regionen Baskien i norra delen av landet, 300 km norr om huvudstaden Madrid. Antalet invånare är 6 015 (2024). Arean är 10,23 kvadratkilometer.